# Monreale
Monreale (sicilsky: Murriali) je město v Metropolitním městě Palermo na Sicílii ležící na svahu hory Monte Caputo, která se vypíná nad úrodným údolím zvaném "La Conca d'oro" (Zlatá mušle). Má cca 30 000 obyvatel a od Palerma je vzdáleno 15 km.

## Historie
Poté, co v roce 831 bylo Palermo obsazeno Araby, byl palermský biskup donucen přesunout své sídlo mimo hlavní město. Role nové katedrály byla přisouzena malému kostelíku Aghia Kiriaki ve vsi, která byla později nazvána Monreale. Po dobytí Normany v roce 1072 se biskupství vrátilo do Palerma. Patrně právě tato historická úloha dočasného náboženského centra kraje byla důležitá pro rozhodnutí krále Viléma II. vybudovat zde novou katedrálu. 
Město bylo po dlouhou dobu pouhou vesnicí. Počátek jeho expanze nastal, když si je normanští králové zvolili jako lovecký revír a postavili zde palác (patrně totožný s dnešní radnicí).
Vilém II. povolal do Monreale Řád svatého Benedikta, založil zde klášter a nadal jej značným majetkem. Stojí za zmínku, že nové budovy měly i obranný charakter. Monreale se stalo sídlem sicilského arcibiskupa a tím získalo i značný vliv na celou Sicílii.

## Katedrála
Podrobnější informace: Katedrála Nanebevzetí Panny Marie (Monreale).
Katedrála je jednou z největších dochovaných památek normanské architektury na světě. Je sídelním kostelem monrealského arcibiskupa.

## Části obce
Aquino, Borgo Schirò, Cicio di Monreale, Giacalone, Grisì, Monte Caputo, Pietra, Pioppo, Poggio San Francesco, San Martino delle Scale, Sirignano, Sparacia, Tagliavia, Villaciambra.

## Fotogalerie

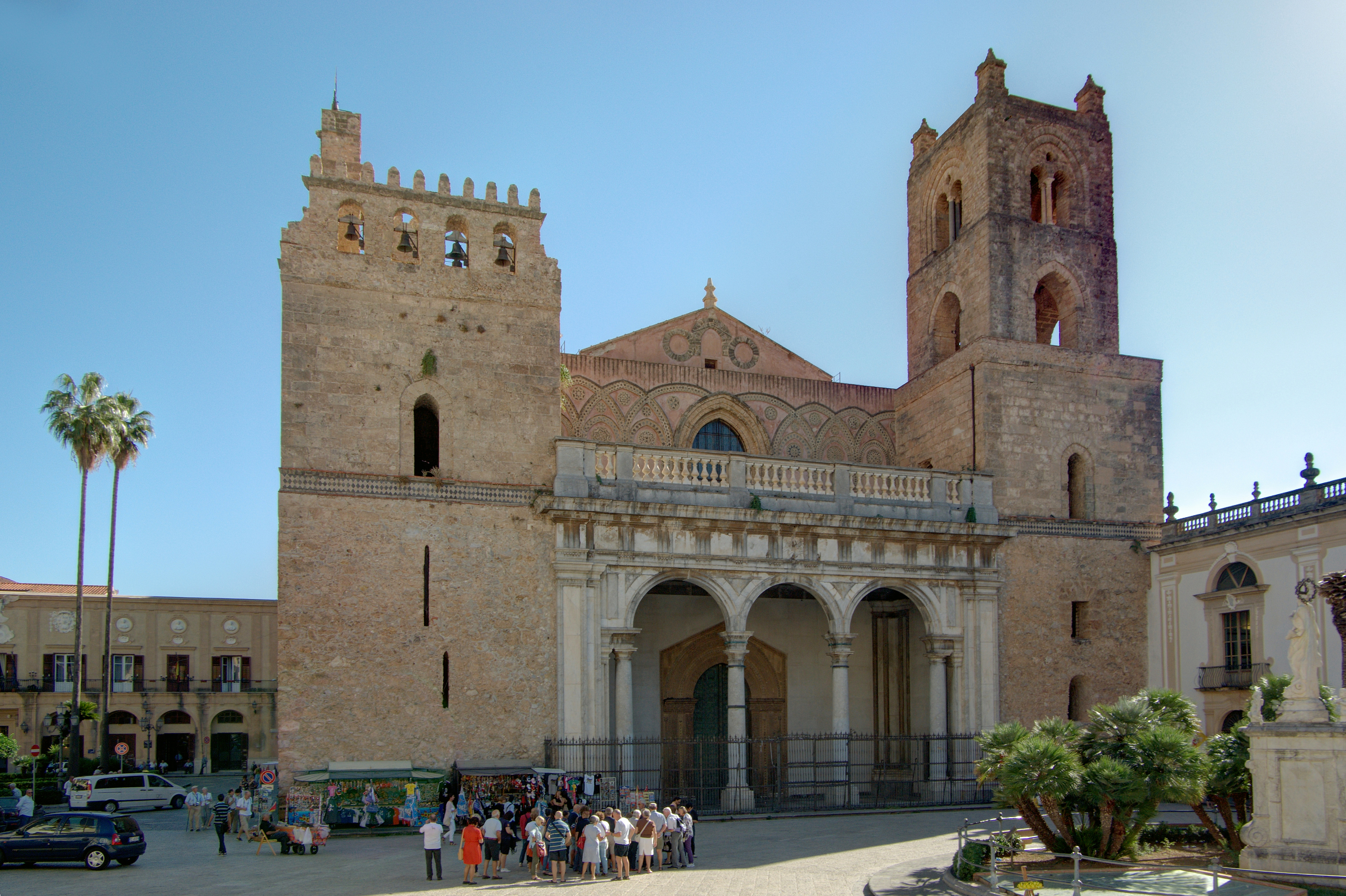
Katedrála v Monreale
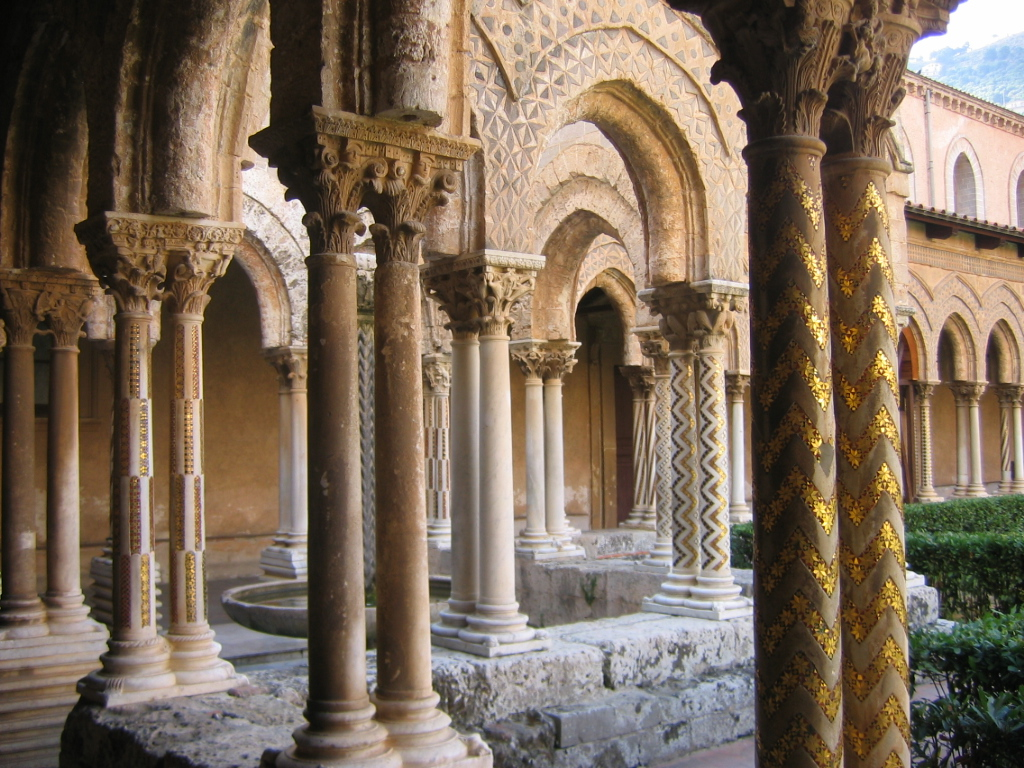
Křížová chodba katedrály
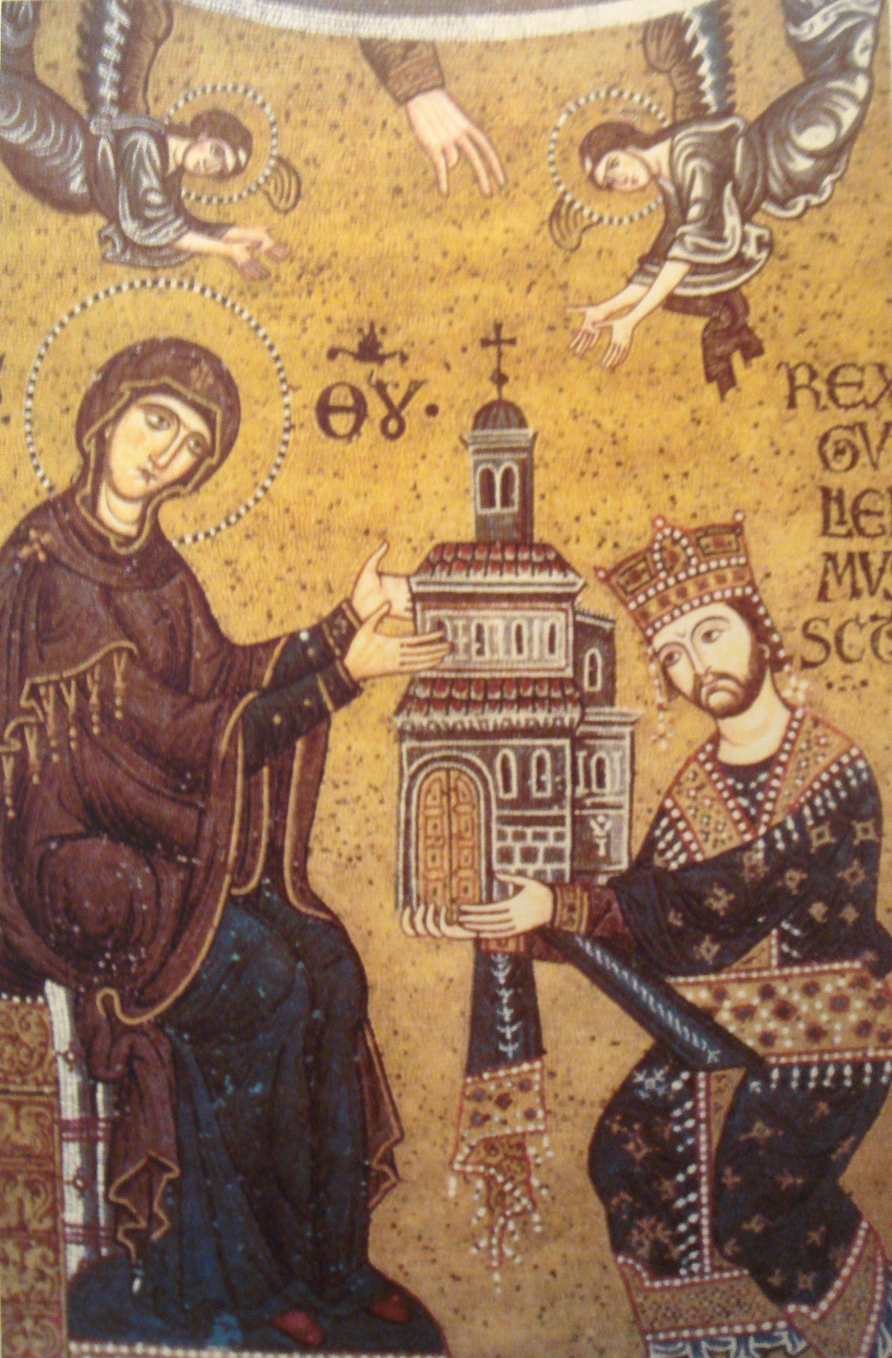
Vilém II. zasvěcuje katedrálu Panně Marii